# Cervantes (parroquia)
Cervantes (llamada oficialmente San Pedro de Cervantes) es una parroquia española del municipio de Cervantes, en la provincia de Lugo, Galicia.

## Organización territorial
La parroquia está formada por diez entidades de población:

### Entidades de población
Entidades de población que forman parte de la parroquia:
- As Casas do Río
- Chan de Lagares
- Chandeiro
- Paderne
- San Pedro
- Trigais
- Vilanova
- Vilar de Mouros

### Despoblados
Despoblados que forman parte de la parroquia:
- Riande
- Robledo

## Demografía
| Gráfica de evolución demográfica de Cervantes entre 2000 y 2019 |
|                                                                 |
| Datos según el nomenclátor publicado por el INE.                |